# Miltinus viduatus
Miltinus viduatus is een vliegensoort uit de familie Mydidae. De wetenschappelijke naam van de soort is, geplaatst in het geslacht Midas, voor het eerst geldig gepubliceerd in 1835 door Westwood.
De soort komt voor in Australië.